# Boccardia polybranchia
Boccardia polybranchia är en ringmaskart som först beskrevs av William Aitcheson Haswell 1885.  Boccardia polybranchia ingår i släktet Boccardia och familjen Spionidae. Arten har ej påträffats i Sverige. Inga underarter finns listade i Catalogue of Life.